# Billy West
William Richard "Billy" West, född 16 april 1952 i Detroit, Michigan, är en amerikansk röstskådespelare, musiker, sångare och låtskrivare känd för sina roller på Ren & Stimpy och Futurama.

## Fotnoter
1. ↑  J9U-fil, J9U-ID: 987012160258105171, läst: 1 juni 2023.[källa från Wikidata]